# Стахівське
Стахівське (до 2024 року — Петрі́вське) — село в Україні, у Кальміуській міській громаді Кальміуського району Донецької області. Населення становить 1069 осіб.

## Географія
У селі Балка Ребрикова впадає у річку Кальміус.

## Загальні відомості
Відстань до райцентру становить близько 11 км і проходить переважно автошляхом Т 0509.
Із 2014 року внесено до переліку населених пунктів на Сході України, на яких тимчасово не діє українська влада.
В селі є дитячий дошкільний заклад «Веселка».
19 вересня 2024 року Верховна Рада ухвалила перейменування села Петрівське на Стахівське, на честь видатного борця за незалежність, організатора українського національного патріотичного підпілля на Донбасі в 1940-х роках, Євгена Стахіва. 26 вересня 2024 року перейменування набуло чинності.

## Населення
За даними перепису 2001 року населення села становило 1069 осіб, із них 9,82 % зазначили рідною мову українську, 89,99 % — російську, 0,09 % — білоруську та гагаузьку мови.